# Amauroderma leptopus
Amauroderma leptopus är en svampart som först beskrevs av Christiaan Hendrik Persoon, och fick sitt nu gällande namn av J.S. Furtado 1967. Amauroderma leptopus ingår i släktet Amauroderma och familjen Ganodermataceae.   Inga underarter finns listade i Catalogue of Life.